# Zegel van Micronesië

Zegel van Micronesië.

Het zegel van Micronesië is eveneens het wapen van het land. Het verving het wapen van het trustschap van de Pacifische Eilanden dat in 1947 door de trustschapsraad van de Verenigde Naties in gebruik werd genomen.

## Beschrijving
Centraal in het zegel staat een kiemende kokosnoot, een belangrijk landbouwproduct van het land. Deze kokosnoot ligt in een donkerblauwe oceaan met een lichtblauwe hemel erboven. De oceaan verwijst naar de Grote Oceaan waar het land in gelegen is. In de hemel zijn vier sterren te zien, die de vier deelstaten van het land symboliseren: Chuuk, Kosrae, Pohnpei en Yap. De sterren komen ook terug in de vlag van Micronesië. Onder de kokosnoot staat nog een tekstband met de tekst: Peace - Unity - Liberty (Vrede - Eenheid - Vrijheid) en staat het jaar van het uitroepen van de onafhankelijkheid vermeld (1979).
Om de verbeelding heen zit een gouden rand met daarbuiten de donkerblauwe tekst: Government of the Federated States of Micronesia. Het geheel wordt omringd door een donkerblauwe, geblokte rand.
Australië · Fiji · Kiribati · Marshalleilanden · Micronesia · Nauru · Nieuw-Zeeland · Oost-Timor · Palau · Papoea-Nieuw-Guinea · Salomonseilanden · Samoa · Tonga · Tuvalu · Vanuatu
Afhankelijke gebieden

Amerikaans-Samoa · Cookeilanden · Frans-Polynesië · Guam · Nieuw-Caledonië · Niue · Norfolk · Noordelijke Marianen · Pitcairn · Tokelau-eilanden · Wallis en Futuna